# Kap Omega
Kap Omega (japanisch オメガ岬 Omega-misaki) ist ein markantes Felsenkap an der Kronprinz-Olav-Küste des ostantarktischen Königin-Maud-Lands. Es liegt zwischen dem Omega-Gletscher und dem Daruma Rock. Auf dem Kap ragen mit Omega-higasi Iwa, Omega-naka Iwa und Omega-nisi Iwa in ost-westlicher Abfolge drei Felsformationen auf.
Teilnehmern der von 1957 bis 1962 dauernden japanischen Antarktisexpedition kartierten, fotografierten und benannten es.